# Hypoponera ludovicae
Hypoponera ludovicae is een mierensoort uit de onderfamilie van de Ponerinae. De wetenschappelijke naam van de soort is voor het eerst geldig gepubliceerd in 1892 door Forel.